# T. Coraghessan Boyle
Tom Coraghessan Boyle, nato Thomas John Boyle, conosciuto come T. Coraghessan Boyle o T.C. Boyle (Peekskill, 2 dicembre 1948), è uno scrittore statunitense, vincitore del Premio PEN/Faulkner per la narrativa nel 1988 con il romanzo World's End.

## Opere

### Romanzi
- Water Music (1981)
- Budding Prospects (1984)
- World's End (1987)
- L'Oriente è l'Oriente (East Is East) (1990) - edizione italiana: Bompiani, 1992
- Morti di salute (The Road to Wellville) (1993) - Bompiani, 1995
- America (The Tortilla Curtain) (1995) - Einaudi, 1997
- Riven Rock (1998)
- Amico della terra (A Friend of the Earth) (2000) - Einaudi, 2001
- Drop City (2003)
- Doctor sex (The Inner Circle) (2004) - Einaudi, 2004
- Identità rubate (Talk Talk) (2006) - Einaudi, 2008
- Le donne (The Women) (2009) - Feltrinelli, 2009
- When the Killing's Done (2011) - Gli amici degli animali, Feltrinelli, 2014
- San Miguel (2012)

### Antologie di racconti
- Descent of Man (1979)
- Greasy Lake & Other Stories (1985)
- Se il fiume fosse whisky (If the River Was Whiskey) (1989) - Bompiani, 1990
- Without a Hero (1994)
- T.C. Boyle Stories (1998)
- Infanticidi (After the Plague) (2001) - Einaudi, 2006
- Tooth and Claw (2005)
- The Human Fly (2005)
- Wild Child & Other Stories (2010) Il ragazzo selvaggio, Feltrinelli, 2012